# Un amor loco
Un amor loco (en hangul, 이 구역의 미친 X; RR: Yi Guyeokui Michin X; título inglés,  Mad for Each Other) es una serie de television surcoreana de 2021, dirigida por Lee Tae-gon y protagonizada por Jung Woo y Oh Yeon-seo. Se emitió originalmente por la plataforma Kakao TV entre mayo y junio de 2021, y también está disponible en Netflix para algunas regiones del mundo.

## Sinopsis
No Hwi-oh (Jung Woo) es un detective que se encuentra temporalmente suspendido del servicio por su incapacidad de controlar sus ataques de ira. Intenta recuperarse para volver al trabajo, pero entonces conoce a Lee Min-kyung (Oh Yeon-seo). Ella es una mujer de apariencia sofisticada y con un buen trabajo, pero a raíz de un episodio de su pasado es víctima de graves accesos de delirios y de ansiedad. Ambos resultan ser vecinos y además pacientes de la misma psiquiatra. Poco a poco se sienten atraídos el uno por el otro, y descubren que pueden ayudarse con sus problemas personales.

## Temas
Los temas que desarrolla la serie son, por un lado, el del malestar psíquico y cómo trata la sociedad a quienes lo padecen; y por otro lado el de la violencia contra las mujeres, tanto física como en forma de acoso a través de las redes sociales. También aparecen referencias a la libertad sexual del individuo por encima de los prejuicios, y a la corrupción policial.

## Reparto
- Jung Woo como No Hwi-oh, un detective de policía que a causa de un grave incidente vio cómo su vida  daba un vuelco total; desde entonces es incapaz de contener sus frecuentes ataques de ira, y está separado del servicio, aunque sigue en contacto con algún compañero.
- Oh Yeon-seo como Lee Min-kyung. Un episodio de su pasado, en el que fue víctima de su exnovio, le ha provocado un estado permanente de ansiedad y la sensación de no poder confiar en nadie.
- Baek Ji-won como Kim In-ja, la presidenta de la asociación de mujeres del vecindario, con tendencia a creer cualquier hecho escandaloso sin comprobar su veracidad, y a propagarlo con rapidez.[4]
- Lee Hye-eun como Choi Sun-young, vicepresidenta de la asociación de mujeres, acompaña siempre a In-ja, salvo cuando debe ocuparse de sus hijos, a los que cría casi sola porque su marido, siempre borracho, no es de ninguna ayuda.
- Lee Yeon-doo como Lee Joo-ri, la secretaria de la asociación de mujeres, siempre en compañía de In-ja y Sun-young. Aunque en el pasado fue una mujer de carrera prometedora, la abandonó para convertirse en ama de casa.
- Lee Su-hyun como Lee Soo-hyun, trabaja a tiempo parcial en un café y otros comercios del barrio, mientras prepara los exámenes para convertirse en funcionaria.[5]
- Ahn Woo-yeon como Lee Sang-yeop, un programador informático y creador de videojuegos, vecino de Hwi-oh y Min-kyung. Bajo la apariencia corriente de este hombre se esconde una persona que de noche ama transformarse en una mujer fascinante.
- Jung Seung-gil como el jefe Kim.
- Kim Nam-hee como Sun-ho, el exnovio de Min-kyung. Provocó la enfermedad de esta después de una agresión física y psicológica.[6]
- Seo Hye-won.[7]
- Kang Ae-shim como la madre de No Hwi-oh.

## Producción
La serie se presentó el 24 de mayo de 2021, con la presencia del director Lee Tae-gon y los dos protagonistas Jug Woo y Oh Yeon-seo. La presentación se hizo en línea como medida de precaución por la epidemia de COVID-19.

## Episodios
| Episodio | Fecha original de emisión | Título                              |
| -------- | ------------------------- | ----------------------------------- |
| 1        | 24 de mayo de 2021        | Salen cuando llueve                 |
| 1        | 24 de mayo de 2021        | Personas que te irritan             |
| 2        | 25 de mayo de 2021        |                                     |
| 3        | 26 de mayo de 2021        | Ayúdame                             |
| 4        | 31 de mayo de 2021        | No hay perros malos                 |
| 5        | 1 de junio de 2021        | Perro que ladra no muerde mujeres   |
| 6        | 2 de junio de 2021        | Huir                                |
| 7        | 7 de junio de 2021        | Desbloqueado                        |
| 8        | 8 de junio de 2021        | Puede que seamos los únicos cuerdos |
| 9        | 9 de junio de 2021        | Tener un aliado                     |
| 10       | 14 de junio de 2021       | A partir de hoy                     |
| 11       | 15 de junio de 2021       | Tras la lluvia, despejado           |
| 12       | 16 de junio de 2021       | El amor que duele tanto no era amor |
| 13       | 21 de junio de 2021       | Adiós y hola                        |

## Recepción
Kim Ga-young, de EDaily, señala que aunque se esperaba una comedia romántica, ha encontrado una serie que toca problemas sociales graves: la enfermedad mental (control de la ira, delirios, obsesiones producto de un trauma), la violencia contra las mujeres, las filmaciones ilegales y su publicación, la corrupción policial, la lucha contra los prejuicios en las preferencias sexuales, y las dificultades de las generaciones más jóvenes en el mundo laboral. Sin embargo, todo ello se trata con ligereza y el tono básico de la serie es la comedia. Por último, indica que la serie ha obtenido una buena respuesta entre el público.
Greg Wheeler (The Review Geek) presenta la serie como un drama que invita a la reflexión, que toca temas importantes, como el de saber aceptar a los demás con sus diferencias, todo ello con un formato de comedia en la que la relación entre los protagonistas divierte desde el principio: «sin embargo, donde el programa realmente funciona es con sus temas e ideas sobre la salud mental. A diferencia de los melodramas contundentes de espectáculos como Navillera y Move to Heaven, Mad For Each Other funciona como un interruptor; rebota entre la comedia y el melodrama en los momentos perfectos. Aunque se podría argumentar que la serie incursiona demasiado en este último, simplemente agrega más profundidad al espectáculo».

## Premios y nominaciones
| Año  | Premio             | Categoría                 | Candidato    | Resultado | Ref.          |
| ---- | ------------------ | ------------------------- | ------------ | --------- | ------------- |
| 2022 | 8.º APAN Star      | Mejor serie web           | Un amor loco | Nominada  | [ 12 ] [ 13 ] |
| 2022 | Blue Dragon Series | Mejor actriz protagonista | Oh Yeon-seo  | Nominada  | [ 14 ]        |